# モデルニスモ文学

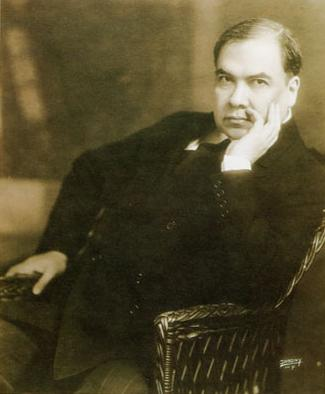
ルベン・ダリオ

モデルニスモ（スペイン語:Modernismo）とは、一般にスペイン語圏ラテンアメリカ文学（イスパノアメリカ文学）における近代主義（モダニズム）運動のこと。ルベン・ダリオをはじめとする作家たちにより、19世紀後半から20世紀初頭にわたって展開された。

## 概要
モデルニスモに含まれる作家には、ルベン・ダリオの他に、レオポルド・ルゴネス、Julio Herrera y Reissig、フリアン・デル・カサール（Julián del Casal）、マヌエル・ゴンサレス・プラダ（Manuel González Prada）、アウロラ・カセレス（Aurora Cáceres）、デルミラ・アグスティーニ（Delmira Agustini）、ホセ・エンリケ・ロドー、そしてダリオに先行し影響を与えたホセ・マルティらがいる。モデルニスモはヨーロッパのロマン主義、象徴主義、そしてとりわけ高踏派の流れを汲み、それらを混合させたものである。内面の情熱、ヴィジョン、調和とリズムが豊かに表現され、様式化された言葉の音楽とも言える。モデルニスモ運動はフィリピンを含む世界のスペイン語圏世界に多大な影響を与えた。たとえば、スペインの98年世代（Generación del 98）の中にもその束の間の流行が窺え、それはその中の耽美主義と認められるものへの多様な反応と見なされる。

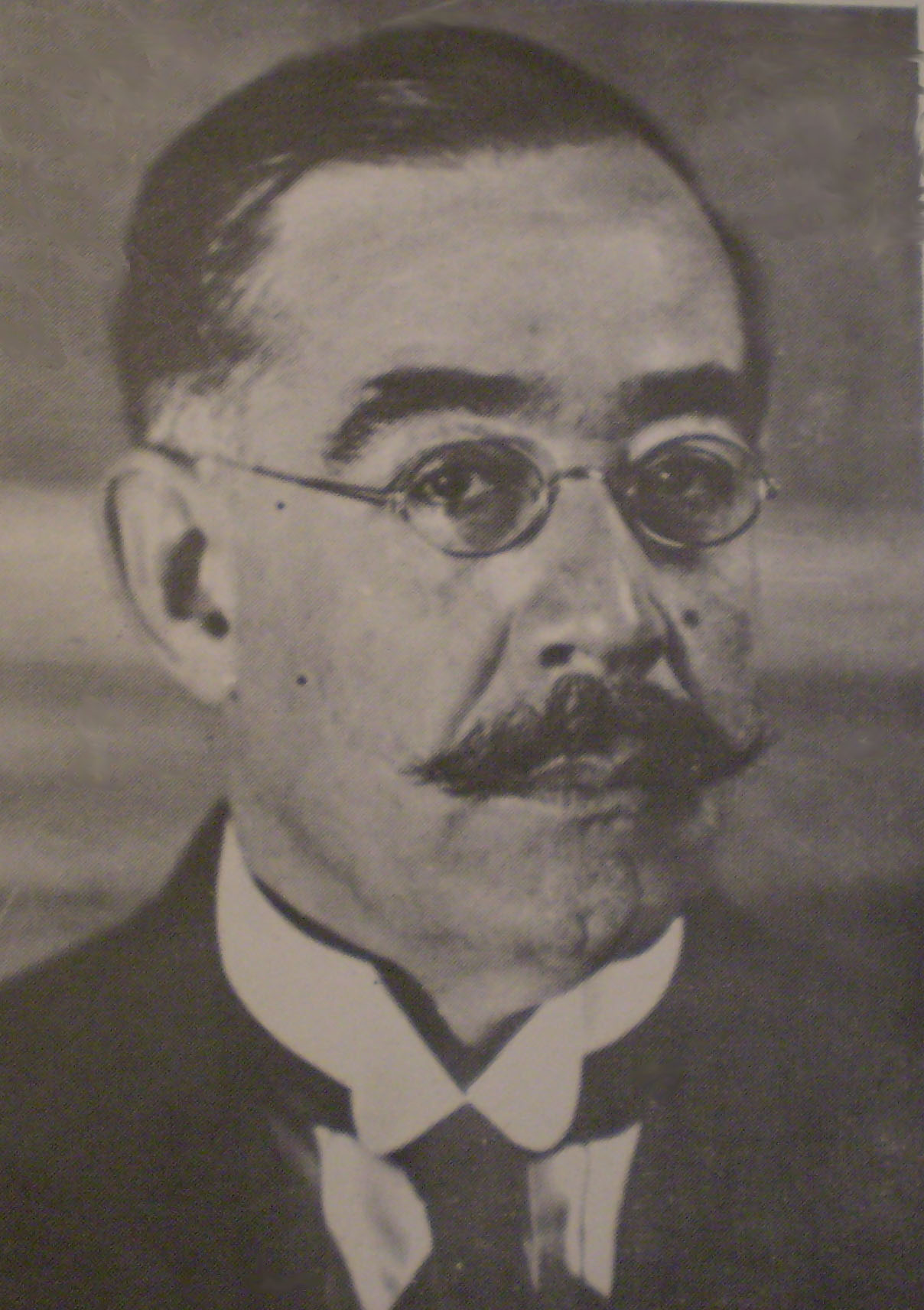
レオポルド・ルゴネス
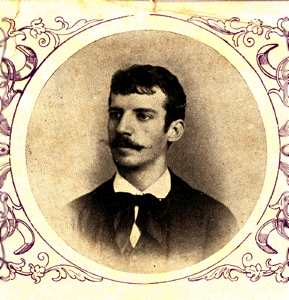
フリアン・デル・カサール
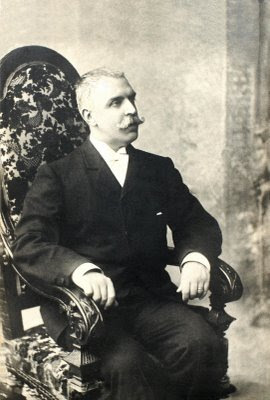
マヌエル・ゴンサレス・プラダ
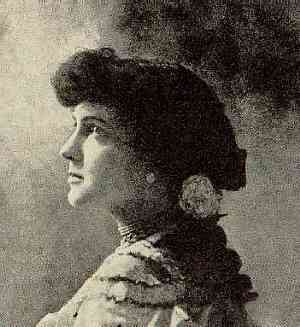
デルミラ・アグスティーニ
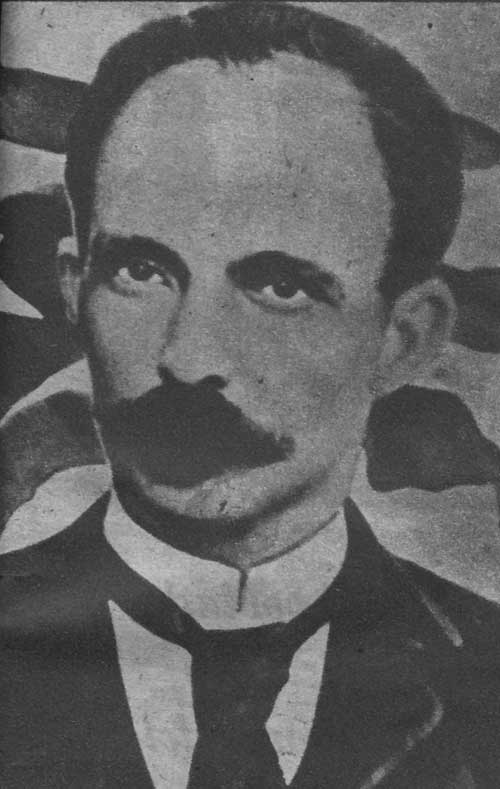
ホセ・マルティ